# Faliszowice (województwo świętokrzyskie)
Faliszowice – wieś w Polsce położona w województwie świętokrzyskim, w powiecie sandomierskim, w gminie Samborzec.
| SIMC    | Nazwa               | Rodzaj    |
| ------- | ------------------- | --------- |
| 0806750 | Faliszowice-Kolonia | część wsi |

W latach 1975–1998 miejscowość administracyjnie należała do województwa tarnobrzeskiego.
Wieś należy do parafii św. Jana Ewangelisty w Chobrzanach. 

## Dawne części wsi – obiekty fizjograficzne
W latach 70. XX wieku przyporządkowano i opracowano spis lokalnych części integralnych dla Faliszowic zawarty w tabeli 1.

| Nazwa wsi – miasta   | Nazwy części wsi – miasta                                           | Nazwy obiektów fizjograficznych – charakter obiektu |
| -------------------- | ------------------------------------------------------------------- | --- |
| I. Gromada CHOBRZANY |                                                                     | |
| 1. Faliszowice       | 1. Faliszowice-Kolonia 2. Kąty 3. Lepianka 4. Na Górze 5. Pastwiska | 1. Lepianka – droga, dolina 2. Łysa Góra – pole 3. Mała Łąka – łąka 4. Na Przedewsiu – łąka 5. Odonica – pole, dolina 6. Pałyga – pole 7. Pastwiska – pole 8. Pod Bystrojowicami – pole 9. Pod Krzeczkowicami – łąka 10. Pomocnica – łąka 11. Rosochy – pole 12. Rudki – pole, łąka |